# Business Express Airlines
 (décembre 2019).

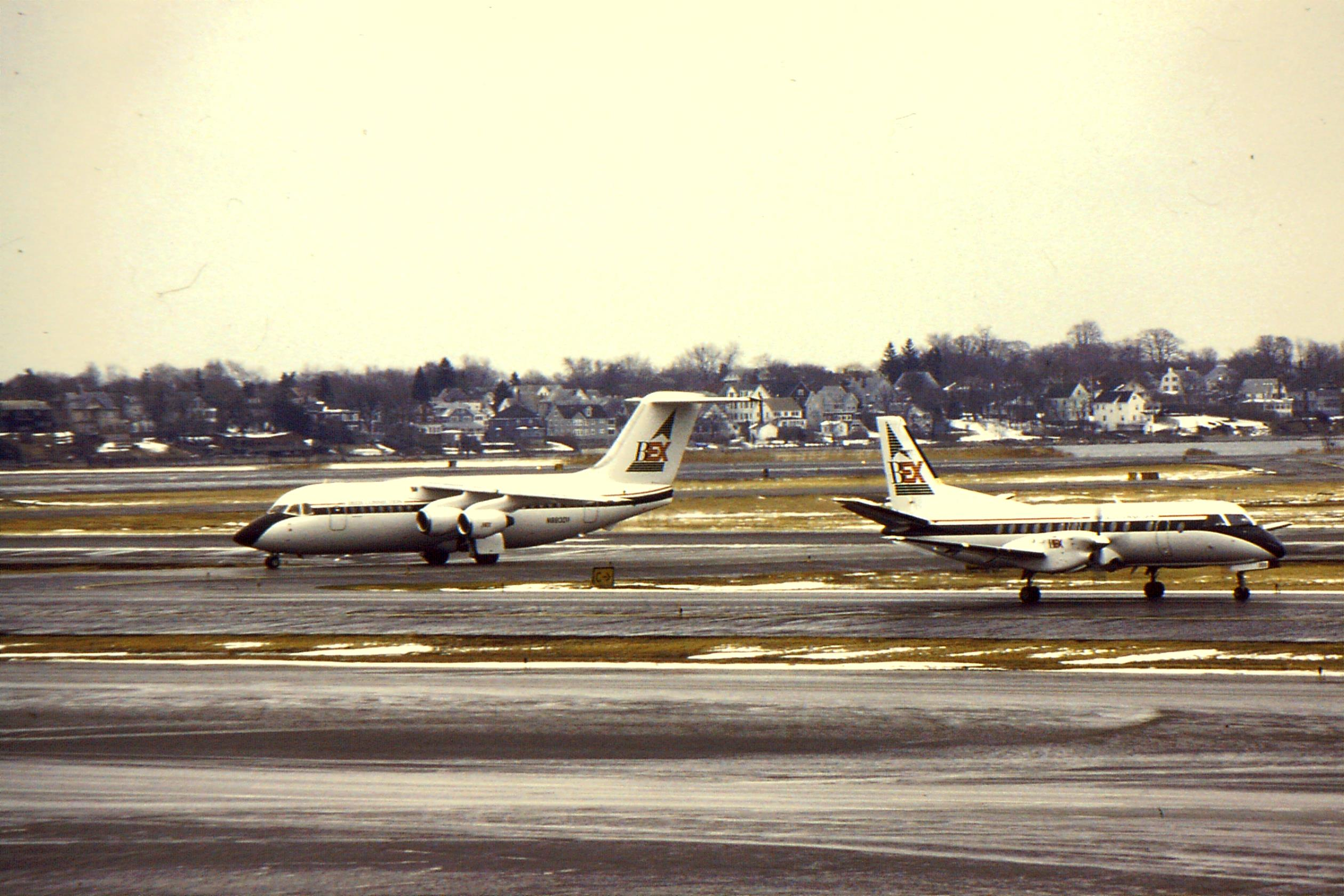
Avions de la Business Express Airlines.

Business Express Airlines (IATA: HQ), souvent appelé Business Express ou BizEX, était une compagnie aérienne régionale américaine fondée sous le titre Atlantic Air en 1982. Dans un effort pour attirer sa clientèle principalement de navetteurs d'affaires, la compagnie aérienne a pris le nom de Business Express en 1985. En 1986, Pilgrim Airlines (Groton/New London), qui avait elle-même acquis NewAir (New Haven) environ un an auparavant, a été acquise par la compagnie aérienne. Cela a ouvert les précieux marchés de New York et de Washington, D.C. Peu de temps après, Business Express est devenu l'un des premiers transporteurs Delta Connection de Delta Air Lines, avec Atlantic Southeast Airlines, Comair et SkyWest Airlines.

## Sources
- (en) Cet article est partiellement ou en totalité issu de l’article de Wikipédia en anglais intitulé « Business Express Airlines » (voir la liste des auteurs).